# Raffaele Buranelli
Raffaele Buranelli (Roma, 9 novembre 1968) è un attore italiano.

## Biografia
Nasce nel 1968 a Roma, dove consegue con lode la laurea in DAMS con indirizzo regia cinematografica e televisiva, completando poi il percorso specialistico in Studi Storici, Critici e Teorici su Cinema e Audiovisivi presso l'Università degli Studi Roma Tre. Frequenta laboratori di critica cinematografica con Mario Sesti, di sceneggiatura con Luca Vendruscolo, di cinema documentario con Gianfranco Pannone, di regia con Daniele Luchetti, di teatro comico con Lucia Poli al Teatro Argentina di Roma, di montaggio e di doppiaggio.
Nel 1987 debutta nella miniserie TV Due fratelli, regia di Alberto Lattuada. Nel 1990 appare per la prima volta sugli schermi cinematografici con la produzione americana Capitan America, regia di Albert Pyun. Intensa la sua attività in teatro, dove esordisce nel 1992 con una commedia di Aristofane, Le nuvole. Tra il 1998 e il 2002 è protagonista di 16 campagne pubblicitarie, anche a diffusione mondiale (una con la regia di Michel Gondry).
Tra i suoi numerosi lavori televisivi ricordiamo: Sei forte maestro 2, in cui interpreta il ruolo dell'insegnante di ginnastica Rocco Vitale, Un posto al sole, dove è Fulvio Spataro, Il bello delle donne, dove è Giulio Trevi, Incantesimo 5-6, in cui ha il ruolo del giudice Giorgio Pardieri, e Boris, in cui è la guest star, con il ruolo di Furio, dell'episodio Lo scalatore delle Ande. Nell'estate 2007 entra nel cast della soap opera di Canale 5, Vivere, dove interpreta il ruolo di Emanuele Balbo, per poi ritornare dal gennaio 2008.
Dal 2008 inizia a dedicarsi anche alla produzione di cortometraggi e documentari, tra i quali Farfallina, scritto e diretto da Karin Proia, e Salomè - Una storia, di cui firma anche sceneggiatura e regia. Nel 2017 produce il film di Karin Proia Una gita a Roma, con la partecipazione di Claudia Cardinale e di Philippe Leroy e le musiche di Nicola Piovani.

## Vita privata
Ha sposato l'attrice Karin Proia nel 2002. I due hanno una figlia.

## Filmografia

### Cinema
- Capitan America (Captain America), regia di Albert Pyun (1990)
- Firenze no kaze ni dakarete (Florence my love), regia di Seiji Izumi (1991)
- Chiama Natasha, regia di Marcantonio Graffeo – cortometraggio (1998)
- Non mi basta il successo più, regia di Massimo De Lorenzo – cortometraggio (1998)
- Piccole anime, regia di Giacomo Ciarrapico (1998)
- C'era un cinese in coma, regia di Carlo Verdone (2000)
- Italia bella mostrati gentile, regia di Augusto Fornari – cortometraggio (2011)
- Sapore di te, regia di Carlo Vanzina (2013)
- Amoreodio, regia di Cristian Scardigno (2014)
- Una gita a Roma, regia di Karin Proia (2016)
- Padri, regia di Raffaele Buranelli – cortometraggio (2018)
- Shortcut, regia di Alessio Liguori (2020)
- Il cinema non si ferma, regia di Marco Serafini (2020)
- Umami - Il quinto sapore, regia di Angelo Frezza (2021)
- Mya, regia di Federico Moccia (2022)

### Televisione
- Due fratelli, regia di Alberto Lattuada – miniserie TV (1988)
- ...Se non avessi l'amore, regia di Leandro Castellani – film TV (1991)
- Stay Lucky, regia di David Reynolds – miniserie TV, 1 episodio (1993)
- Gioco perverso, regia di Italo Moscati – film TV (1993)
- Un posto al sole, registi vari – soap opera (1997)
- Una donna per amico – serie TV (1998)
- Tequila & Bonetti – serie TV (2000)
- Il maresciallo Rocca 3 – serie TV (2001)
- Il bello delle donne – serie TV (2001)
- Sei forte maestro 2 – serie TV (2001)
- Incantesimo 5, regia di Alessandro Cane, Leandro Castellani e Tomaso Sherman – soap opera (2002-2003)
- Buttafuori, regia di Giacomo Ciarrapico – sitcom (2006)
- Vivere, registi vari – soap opera (2007-2008)
- Piloti – serie TV (2007)
- Boris – serie TV, episodio 1x03 (2007)
- Solo per amore 2 - Destini incrociati – serie TV (2017)
- Più forti del destino, regia di Alexis Sweet – miniserie TV, 4 episodi (2022)
- Boris – serie TV, episodi 4x03-4x05-4x06-4x07-4x08 (2022)

### Spot pubblicitari
- Nike (regia di Michel Gondry), Lexus, Wind, Toyota Yaris, Kinder, Barilla e molti altri.
- Verisure (2023)

### Regia
- Padri, cortometraggio (2018)
- DIA, cortometraggio (2018)
- Descriptio Romae – documentario (2015)
- Salomè - Una storia (2009)

### Produttore
- Il quadro alle tue spalle, regia di Frida Bruno – cortometraggio (2019)
- La forma del caos, regia di Pietro Durante – cortometraggio (2018)
- Il segreto, regia di Karin Proia – cortometraggio (2018)
- Mezzanotte, regia di Karin Proia – cortometraggio (2018)
- Padri, regia di Raffaele Buranelli – cortometraggio (2018)
- DIA, regia di Raffaele Buranelli – cortometraggio (2018)
- Una gita a Roma, regia di Karin Proia (2016)
- Descriptio Romae, documentario - regia di Raffaele Buranelli – cortometraggio (2015)
- La vita degli altri, regia di Gabriele Galli – documentario (2011)
- Italia bella mostrati gentile, regia di Augusto Fornari – cortometraggio (2011)
- Salomè - Una storia, regia di Raffaele Buranelli – cortometraggio (2009)
- Farfallina, regia di Karin Proia – cortometraggio (2008)

## Teatro
- Palco a due piazze 2, regia di Karin Proia (2021)
- Lasciami volare, regia di Mauro Mandolini (2017)
- Palco a due piazze, regia di Karin Proia (2013)
- Steve & Bill, regia di Mauro Mandolini, XXVII Festival di Todi (2013)
- Tutto a posto, regia di Giacomo Ciarrapico (1997-1999-2005-2006)
- Uomini sull'orlo di una crisi di nervi di Alessandro Capone e Rosario Galli, regia di Alessandro Capone (2004)
- Tornando a casa, regia di Massimiliano Caprara (1999)
- Vallette cannibali, regia di Marcantonio Graffeo (1999)
- Sotto lo stesso tetto, regia di Roberto Azzurro (1998)
- Cecchini, regia di Massimiliano Caprara (1998)
- Piccole anime, regia di Giacomo Ciarrapico (1998)
- Roma. Sogno di un pazzo, regia di Mario Scaccia (1996)
- Amici per gioco, amici per sesso, regia di Bruno Montefusco (1996)
- Festa d'estate per sole donne, regia di Enrico Lamanna (1995)
- Magic, regia di Mario Scaccia, XLIX Festival di San Miniato (1995)
- Galantuomo per transazione, regia di Mario Scaccia (1994-1995)
- Parassiti, regia di Michele Rovini (1994)
- Le nuvole, regia di Vincenzo Zingaro (1992)